# 云菲
云菲（1983年1月17日—），广东广播电视台节目主持、暨南大学方言中心粤语传承大使、广东人民出版社粤语推广大使。2005年进入广东广播电视台工作，主持的电视节目有《新闻最前线》、《超级采访车》等。2005年以学生身份参加“全港IT代言人大赛”，获得冠军，成为香港潮流杂志封面人物，并于同年举行四场个人演唱会。
云菲现时为电视节目《今日关注》主持人，兼触电传媒副总裁。